# Ladies Asian Golf Tour
Die Ladies Asian Golf Tour (LAGT) ist eine professionelle Golf Tour für Damen, die im Jahre 2005 gegründet wurde. Zu diesem Zeitpunkt gab es fünf Touren für Damen-Golf-Professionals, darunter die beiden Touren in Asien, die LPGA-Japan-Tour und die LPGA-Korea-Tour. Neben den USA sind Japan und Korea die wichtigsten Nationen im Damengolfsport. Die Ladies Asian Golf Tour ist im Grunde eine Tour für den Rest von Asien. Sie ist mit der Asian Tour der Herren zu vergleichen, neben der Japan mit der Japan Golf Tour ebenfalls seine eigene Tour hat. Die meisten Spielerinnen auf der Ladies Asian Golf Tour kommen aus Asien, aber es gibt auch Teilnehmer aus anderen Teilen der Welt.

## Turniere der Ladies Asian Golf Tour
| Jahr | Turniere | Turnier-Event                  | Ort                           | Siegerin                         | Preisgeld (US $) |
| ---- | -------- | ------------------------------ | ----------------------------- | -------------------------------- | ---------------- |
| 2005 | 1        | Phuket Thailand Ladies Masters | Phuket, Thailand              | Nontaya Srisawang, Thailand      | 100.000          |
| 2006 | 1        | Hongkong Ladies Masters        | Hongkong, Hongkong            | Pornanong Phatlum, Thailand      | 80.000           |
| 2006 | 2        | Thailand Ladies Open           | Pattana, Thailand             | Hee Young Park, Südkorea         | 100.000          |
| 2006 | 3        | Malaysian Ladies Open          | Miri, Malaysia                | Eun Hee Ji, Südkorea             | 100.000          |
| 2006 | 4        | Orient Zhuhai Open             | Zhuhai, Volksrepublik China   | Hae Jung Kim, Südkorea           | 50.000           |
| 2006 | 5        | Macau LAGT Championship        | Macau, Volksrepublik China    | Eun Hee Ji, Südkorea             | 80.000           |
| 2007 | 1        | Macau Ladies Open              | Macau, Volksrepublik China    | Natalie Tucker, USA              | 80.000           |
| 2007 | 2        | Hongkong Ladies Masters        | Hongkong, Hongkong            | Libby Smith, USA                 | 80.000           |
| 2007 | 3        | Thailand Ladies Open           | Bangkok, Thailand             | Ji Yai Shin, Südkorea            | 100.000          |
| 2007 | 4        | DLF Women’s Indian Open        | New Delhi, Indien             | Yani Tseng, Taiwan               | 50.000           |
| 2007 | 5        | Asia Miles Binhai Ladies Open  | Shanghai, Volksrepublik China | Da-Ye Na, Südkorea               | 230.000          |
| 2008 | 1        | Thailand Ladies Open           | Samutprakarn, Thailand        | Pornanong Phatlum, Thailand      | 120.000          |
| 2008 | 2        | DLF Women’s Indian Open        | New Delhi, Indien             | Pornanong Phatlum, Thailand      | 120.000          |
| 2008 | 3        | Binhai Open                    | Shanghai, Volksrepublik China | Hee Kyung Seo, Südkorea          | 300.000          |
| 2008 | 4        | Suzhou Taihu Ladies Open       | Suzhou, Volksrepublik China   | Annika Sörenstam, Schweden       | 200.000          |
| 2009 | 1        | Thailand Ladies Open           | Samutprakarn, Thailand        | Onnarin Sattayabanphot, Thailand | 120.000          |
| 2009 | 2        | DLF Women’s Indian Open        | New Delhi, Indien             | Pornanong Phatlum, Thailand      |                  |
| 2009 | 3        | Suzhou Taihu Ladies Open       | Suzhou, Volksrepublik China   |                                  |                  |

Eines der Turniere wird auch für die LPGA-Korea-Tour anerkannt und die Siegerin erhält eine Tour-Karte für diese Tour.